# XDAX
| XDAX             |              |
| Performanceindex |              |
| ISIN             | DE000A0C4CA0 |
| WKN              | A0C4CA       |

| XDAXDAX          |              |
| Performanceindex |              |
| ISIN             | DE000A169S86 |
| WKN              | A169S8       |

Der XDAX (auch X-DAX) ist ein deutscher Aktienindex, der seit dem 10. April 2006 von der Deutschen Börse AG herausgegeben wird. Er entspricht in seiner Zusammensetzung dem Deutschen Aktienindex (DAX), basiert aber anders als dieser nicht auf realen Kursen aus dem elektronischen Handelssystem Xetra, sondern auf Derivaten, deren Preise auch außerhalb der regulären Börsenzeiten zur Verfügung stehen.
Während der DAX börsentäglich von 9:06 bis 17:30 Uhr MEZ/MESZ berechnet wird, zeigt der XDAX die hypothetische Entwicklung des DAX außerhalb der Xetra-Handelszeiten an. Er wird vorbörslich von 8:00 bis 9:06 Uhr und nachbörslich von 17:30 bis 22:15 Uhr berechnet. Basis für die Berechnung sind die Preise der an der Frankfurter Terminbörse Eurex gehandelten DAX-Futures mit der geringsten Restlaufzeit sowie europäische Geldmarkt-Referenzzinssätze (EURIBOR). Nach Auffassung seines Herausgebers ist der XDAX ein guter vor- und nachbörslicher Indikator für die DAX-Entwicklung, weil er die Handelszeiten der USA vollständig abdeckt. Seine Berechnung sei „transparent, regelbasiert und einfach nachvollziehbar“.
Seit dem 4. Februar 2016 bietet die Deutsche Börse außerdem den kombinierten Index XDAXDAX an, der DAX und XDAX in einer Zeitreihe zusammenfasst. Er soll die Wertentwicklung des DAX vor, während und nach den Xetra-Handelszeiten abbilden.